# Skrovlig flatbagge
Skrovlig flatbagge (Calitys scabra) är en skalbaggsart som först beskrevs av Carl Peter Thunberg 1784.  Skrovlig flatbagge ingår i släktet Calitys, och familjen flatbaggar. Enligt den svenska rödlistan är arten nära hotad i Sverige. Arten förekommer på Gotland, Götaland, Svealand, Nedre Norrland och Övre Norrland. Artens livsmiljö är skogslandskap.